# Église Saint-Sylvain de Saint-Sauvant (Charente-Maritime)
L'église Saint-Sylvain est une église  située sur le territoire de la commune de Saint-Sauvant en Saintonge, dans le département français de la Charente-Maritime et la région Nouvelle-Aquitaine.

## Historique
Campée au sommet d'un promontoire dominant le village et la vallée du Coran, l'église Saint-Sylvain date essentiellement du XIIe siècle. En dépit de sa position stratégique, elle ne présente que peu de traces de fortifications : seule la tour d'escalier, une partie de la nef et le clocher semblent avoir été renforcés, probablement durant la guerre de Cent Ans. Le sanctuaire est représentatif du style roman saintongeais, notamment en ce qui concerne la structure et l'ornementation du chevet. Celui-ci se distingue par une série d'arcatures d'inspiration lombarde, surmontée de pointes de diamants, ainsi que par la diversité des modillons : représentations animalières, bestiaire fantastique ou encore masques humains.

## Description

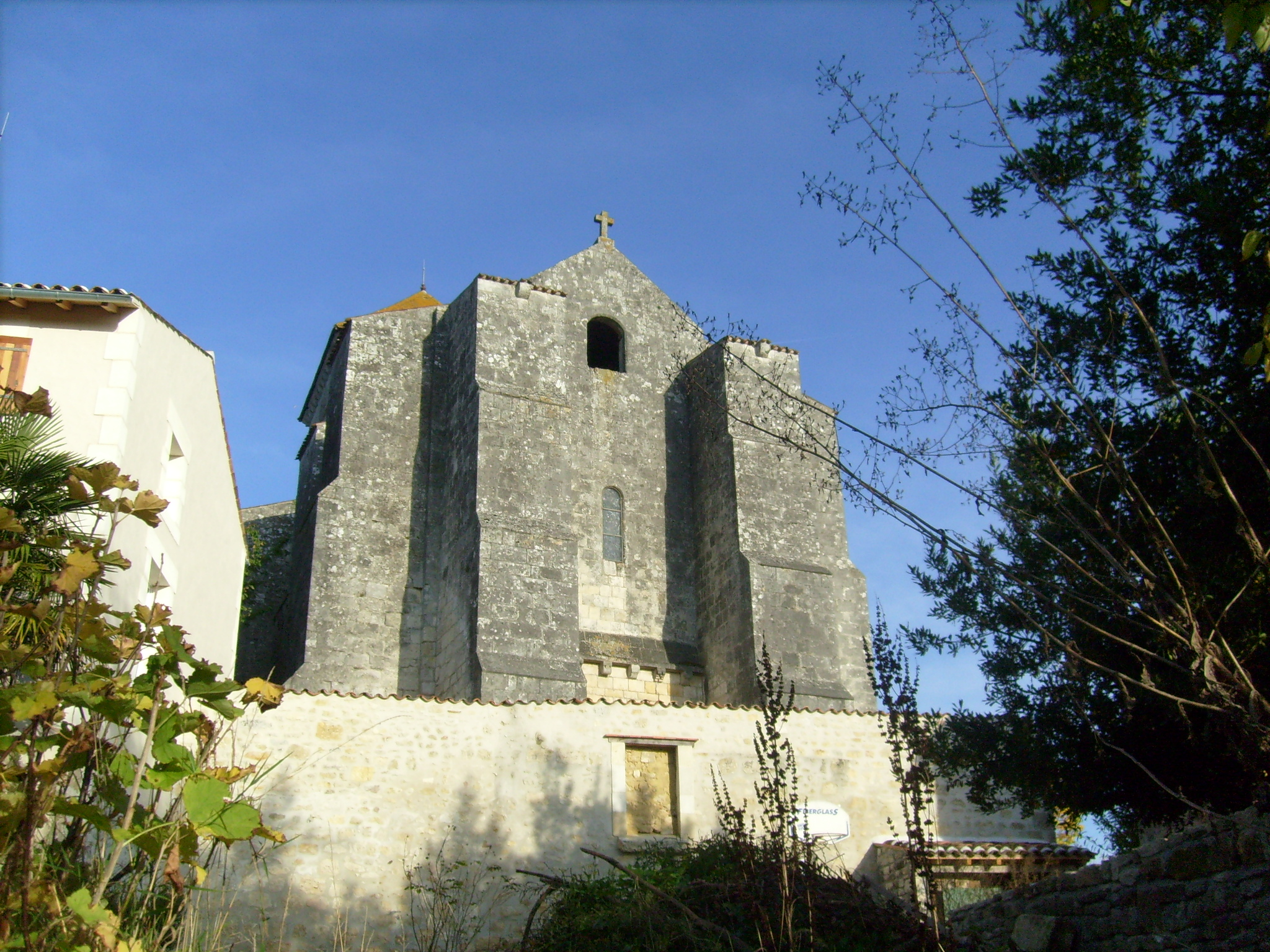
Vue du portail de l'église.

Basée sur un plan en forme de croix latine, l'église se compose d'une nef unique de trois travées, précédée d'une façade présentant un aspect quasi-militaire du fait de la présence de deux contreforts massifs. Le portail, en plein cintre, est dépourvu de toute ornementation.
À l'intérieur, la nef, qui s'élève en pente douce vers le chœur, est flanquée de croisillons. La décoration intérieure est d'une grande sobriété, cependant les arcs doubleaux reposent sur des colonnes supportant des chapiteaux présentant des motifs végétaux, notamment des feuilles d'acanthe.
Contrairement à la tradition, le clocher est bâti, non à la croisée du transept, mais sur la première travée du chœur. Le carré est marqué par une coupole sur pendentifs, dont le tambour est orné de pointes de diamants. Une abside voûtée en cul de four vient clore l'ensemble. On peut y observer un imposant retable baroque à baldaquin, en bois et stuc, datant du XVIIe siècle. À l'extérieur de l'édifice furent retrouvés plusieurs sarcophages d'époque carolingienne, marquant l'emplacement de l'ancien cimetière paroissial. L'église est classée monument historique depuis 1914.